# 科里比
科里比是巴西巴伊亚州的一个市镇。总面积2678.441平方公里，总人口14370人，人口密度5.4人/平方公里。